# Federazione Sammarinese Nuoto
Die Federazione Sammarinese Nuoto (kurz FSN) ist der Dachverband für den Wassersport in der Republik San Marino. Der Hauptsitz befindet sich in Borgo Maggiore.

## Geschichte
Seit der Gründung im Jahre 1981 ist die FSN Mitglied des europäischen Dachverbands für Wassersport Ligue Européenne de Natation und des nationalen Olympischen Komitees Comitato Olimpico Nazionale Sammarinese.  Das Trainingszentrum für Synchronschwimmen, Wasserball und Schwimmsport befindet sich in der Multieventi-Sport-Domus-Anlage. Als NOK-Verband fördert und organisiert die FSN die Teilnahme ihrer Athleten bei nationalen und internationalen Meisterschaften und veranstaltet selbst Wettbewerbe.

## Bekannte Wassersportler der FSN
Der Schwimmverband beteiligt sich seit 1985 an den Spielen der kleinen Staaten von Europa, die nach der Charta der Olympischen Spiele ausgetragen werden, und konnte dort einige Erfolge aufweisen:
- Diego Mularoni,  13 Medaillen, davon 6 Gold-, 5 Silber- und 2 Bronzemedaillen, eine mit der Staffel.
- Emanuele Nicolini, 12 Medaillen, davon 4 Gold-, 5 Silber- und 3 Bronzemedaillen, eine mit  der Staffel.
- Simona Muccioli,   6 Medaillen, davon 4 Silber und 2 Bronze.
- Veronica Carattoni,  4 Medaillen, davon 2 Silber- und 1 Bronzemedaille und eine Silbermedaille mit der Staffel.
- Julian Tomassini, 3 Medaillen, 1 Silber- und 1 Bronze- und eine Silbermedaille mit der Staffel.
- Philip Piva,  3 Medaillen, 2 Bronze- und eine Silbermedaille mit der Staffel.

Bei den Olympischen Sommerspielen konnte die FSN bisher keine Medaillenerfolge verzeichnen.